# Achemenes
Achemenes (staropers. 𐏃𐎧𐎠𐎶𐎴𐎡𐏁 Haxāmaniš, gr. Ἀχαιμένης) – legendarny założyciel rodu Achemenidów, który miał żyć około 700 roku p.n.e. Jego synem miał być Teispes. Brak jakichkolwiek dowodów potwierdzających jego istnienie poza genealogiami dynastycznymi. Autorzy greccy uważali Achemenesa za syna Egeusza lub Perseusza.